# Aloiampelos
Az Aloiampelos az egyszikűek (Liliopsida) osztályának spárgavirágúak (Asparagales) rendjébe, ezen belül a fűfafélék (Asphodelaceae) családjába tartozó nemzetség.

## Előfordulásuk
Az Aloiampelos-fajok eredeti előfordulási területe a Dél-afrikai Köztársaság és Lesotho. Az ember dísznövényként sokfelé betelepítette ezeket a növényeket.

## Rendszerezés
A nemzetségbe az alábbi 7 faj tartozik:
- pillás aloé (Aloiampelos ciliaris) (Haw.) Klopper & Gideon F.Sm. - típusfaj
- Aloiampelos commixta (A.Berger) Klopper & Gideon F.Sm.
- Aloiampelos decumbens (Reynolds) Klopper & Gideon F.Sm.
- Aloiampelos gracilis (Haw.) Klopper & Gideon F.Sm.
- Aloiampelos juddii (van Jaarsv.) Klopper & Gideon F.Sm.
- Aloiampelos striatula (Haw.) Klopper & Gideon F.Sm.
- Aloiampelos tenuior (Haw.) Klopper & Gideon F.Sm.